# موتور حمید (نصرت‌آباد، دو)
موتور حمید یا حاجی یعقوب روستایی در دهستان نصرت‌آباد بخش نصرت‌آباد شهرستان زاهدان استان سیستان و بلوچستان ایران است.

## جمعیت
بر پایه سرشماری عمومی نفوس و مسکن در سال ۱۳۹۵ جمعیت این روستا ۲۱ نفر (۱۲خانوار) بوده‌است.